# Pfarrkirche Nordrandsiedlung

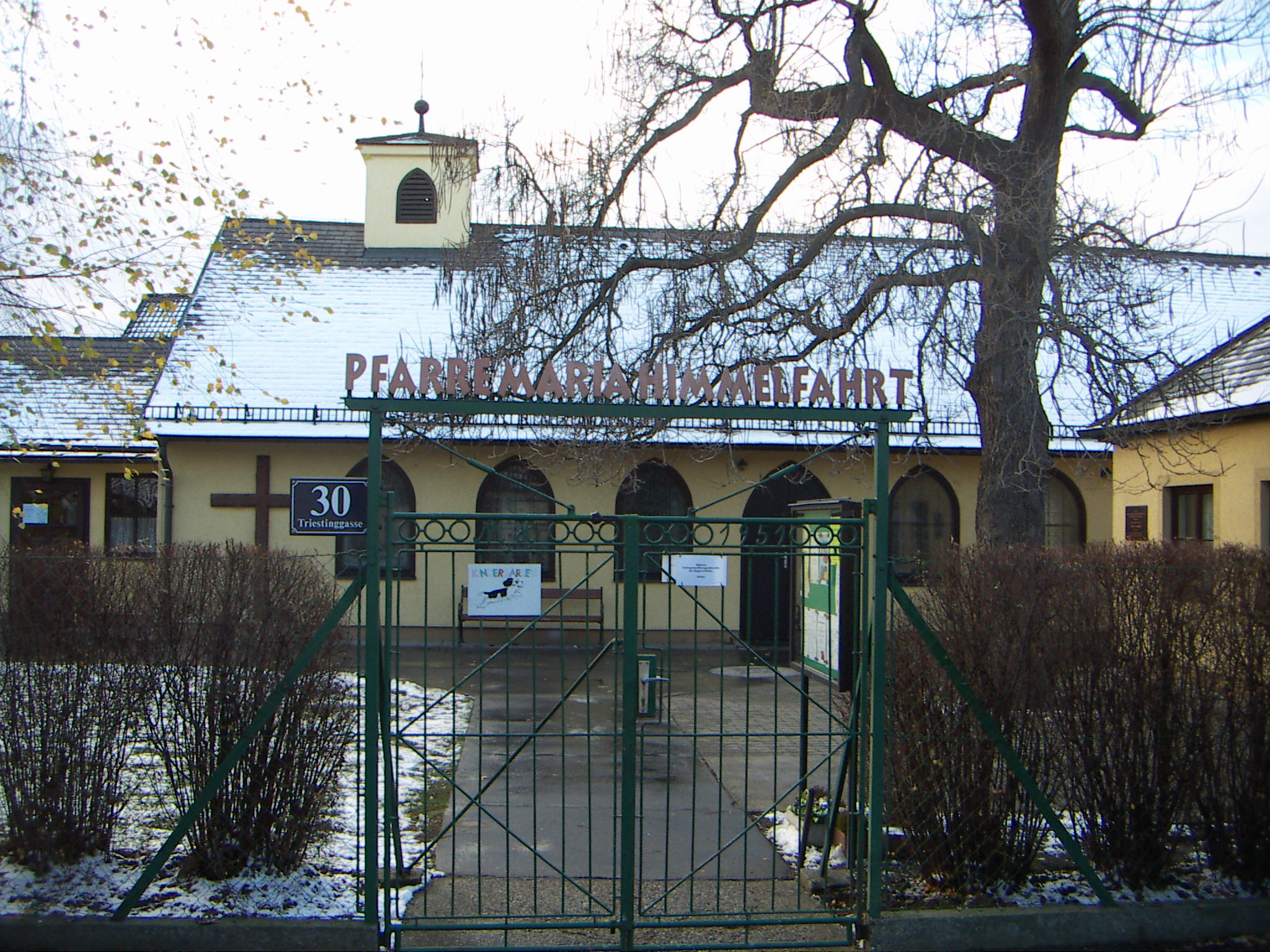
Katholische Pfarrkirche Mariä Himmelfahrt in Wien-Nordrandsiedlung

Die Pfarrkirche Nordrandsiedlung ist eine römisch-katholische Pfarrkirche im Bezirksteil Nordrandsiedlung des 21. Wiener Gemeindebezirks Floridsdorf. Die Pfarre liegt im Stadtdekanat 21 des zur Erzdiözese Wien gehörenden Vikariates Wien Stadt. Sie ist dem Fest Mariä Himmelfahrt geweiht.

## Geschichte
Im Jahre 1934 wurde auf Initiative des Pfarrers J. Kepplinger der Pfarrkirche Leopoldau für die Nordrandsiedlung die Errichtung einer Kirche mit der Stadt Wien verhandelt, weil der Fußweg nach Leopoldau mit 30 bis 50 Minuten zu weit war. In einem Genossenschaftshaus wurde im Jahre 1937 von Josef Gorbach eine Notkirche eingerichtet. Im Zuge des Anschlusses Österreichs an Hitler-Deutschland wurde 1938 die Schließung dieser Kirche erzwungen. 
Nach dem Krieg wurde für Pater Hartwig Hubert Balzen der Pfarrkirche Leopoldau der Bau einer Notkirche in der Nordrandsiedlung zu einer Hauptaufgabe. Im Jahre 1950 konnte mit Hilfe des Stiftes Klosterneuburg ein Grundstück in der Triestinggasse 30 erworben werden.
Die Kirche wurde am 2. Dezember 1957 von Kardinal Theodor Innitzer als Pfarrexpositur Nordrandsiedlung von Leopoldau geweiht, und mit Wirkung vom 1. Jänner 1979 von Kardinal Franz König zur selbständigen Pfarrkirche Maria Himmelfahrt erhoben.

## Architektur
Die Kirche wurde 1951 nach den Plänen des Dombaumeisters Kurt Stögerer als Holzriegelbau errichtet. Er konnte neugotische Fenster des von Friedrich von Schmidt entworfenen, in den 1880er Jahren errichteten und 1951 abgerissenen Sühnhauses integrieren.